# Bogue (Kansas)
Bogue é uma cidade localizada no estado americano de Kansas, no Condado de Graham.

## Demografia
Segundo o censo americano de 2000, a sua população era de 179 habitantes. 
Em 2006, foi estimada uma população de 165, um decréscimo de 14 (-7.8%).

## Geografia
De acordo com o United States Census Bureau tem uma área de 
0,7 km², dos quais 0,7 km² cobertos por terra e 0,0 km² cobertos por água.

## Localidades na vizinhança
O diagrama seguinte representa as localidades num raio de 32 km ao redor de Bogue. 